# Buckfield
Buckfield – miasto w Stanach Zjednoczonych, w stanie Maine, w hrabstwie Oxford.